# Jüdischer Friedhof (Rotenburg, Wümme)

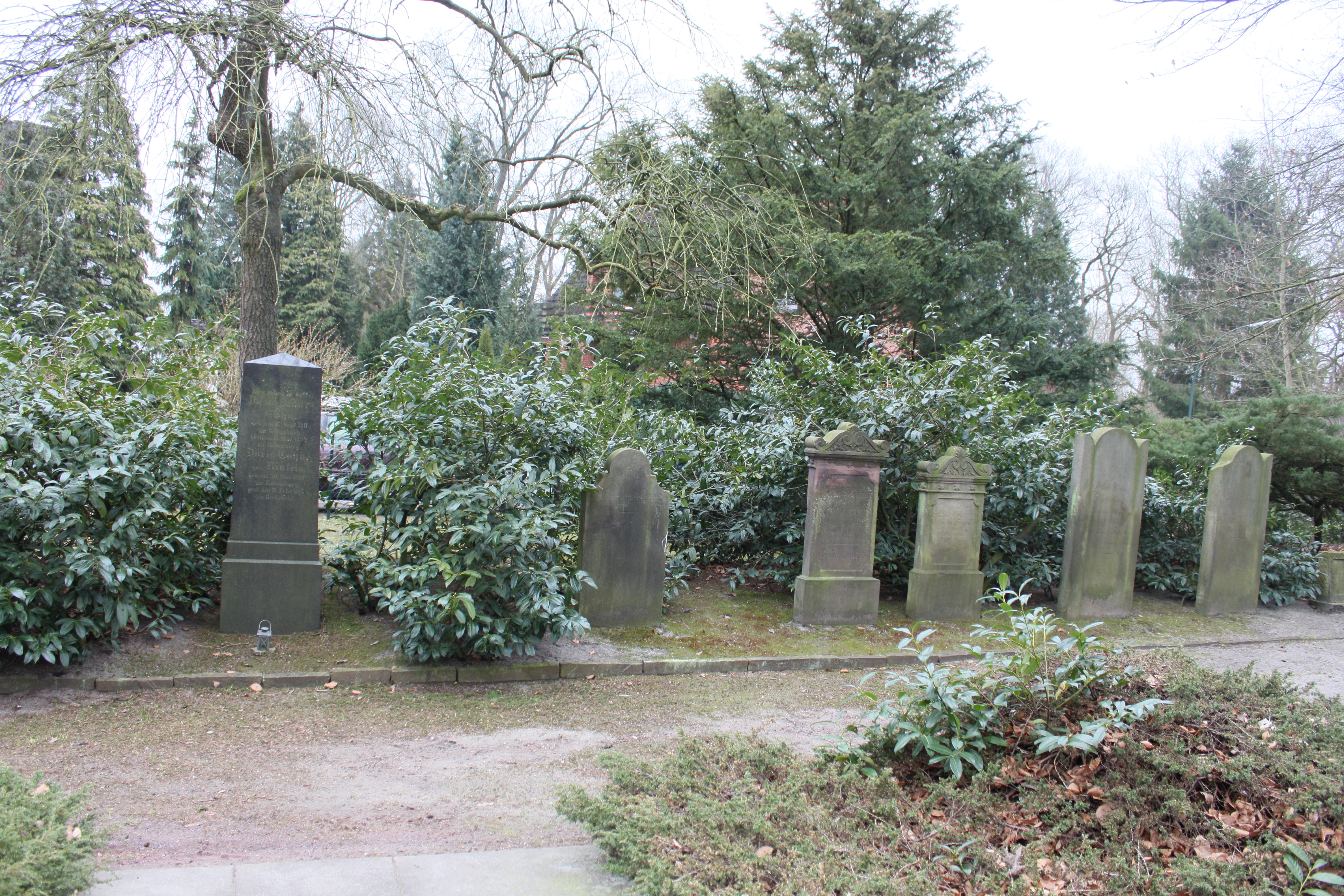
Jüdischer Friedhof in Rotenburg

Der Jüdische Friedhof Rotenburg (Wümme) ist ein Jüdischer Friedhof in Rotenburg (Wümme) im Landkreis Rotenburg in Niedersachsen. Er ist ein geschütztes Kulturdenkmal.
Auf dem Friedhof, der im Bereich „Rönnebrocksweg/Imkersfeld“ liegt, befinden sich 15 Grabsteine für Juden aus Rotenburg und Umgebung, die in den Jahren um 1853 bis 1927 gestorben sind, außerdem ein Gedenkstein für 41 russische Soldaten.